# Realitate mixtă
Realitate mixtă (MR) sau realitate hibridă este tehnologia care combină caracteristicile realității virtuale cu realitatea augmentată. Inserează obiecte virtuale în lumea reală și permite utilizatorului să interacționeze cu obiectele, producând noi medii în care elementele fizice și virtuale coexistă și interacționează în timp real. Realitatea mixtă permite utilizatorilor să navigheze atât prin lumea virtuală cât și prin lumea reală în același timp. Elementele virtuale sunt suprapuse peste mediul real, făcând ca interacțiunile cu aceste obiecte să pară reale. Realitatea mixtă oferă experiențe din lumea virtuală într-un mod mai dinamic și mai natural și face posibile experiențe până acum imposibile în lumea reală. 

Spre deosebire de realitatea virtuală, realitatea mixtă nu necesită echipament de control în plus ci doar gesturi ale mâinilor și ale corpului.
Această nouă realitate se bazează pe progrese în viziunea computerizată, procesarea grafică, tehnologiile de afișare, sistemele de intrare și cloud computing. Realitatea mixtă implică folosirea unei perechi de ochelari specializați. Un exemplu de MR este echipamentul Hololens de la Microsoft. 
«Realitatea mixtă are potențialul de a ajuta clienții și companiile din întreaga lume să realizeze lucruri care nu au fost posibile până acum. Experiențele de realitate mixtă vor ajuta companiile și angajații să îndeplinească sarcini esențiale mai rapid, mai sigur și mai eficient, și să creeze noi moduri de conectare cu clienții și partenerii.», a declarat Lorraine Bardeen, General Manager Microsoft HoloLens și Windows.
Termenul realitate mixtă a fost introdus de Paul Milgram și Fumio Kishino în 1994 în lucrarea  „A Taxonomy of Mixed Reality Visual Displays”. 
Primul sistem de realitate mixtă cu vedere, sunet și atingere a fost platforma Virtual Fixtures, dezvoltată în 1992 de Air Force Research Laboratory.  . Proiectul a demonstrat că performanța umană ar putea fi amplificată dramatic, prin suprapunerea obiectelor virtuale înregistrate în spațiu peste vederea directă a unei persoane asupra unui mediu fizic real.

Continuum realitate-virtualitate conform Milgram și Kishino

## Tipuri de afișare
- Microsoft HoloLens: este un computer holografic autonom și permite utilizatorului să interacționeze cu conținut digital și holograme din lumea exterioară. HoloLens conține un CPU, GPU și procesorul holografic Holographic Processing Unit (HPU). De asemenea, are capacitatea de a reproduce sunetul uniform și în toate direcțiile, astfel că utilizatorul va putea auzi chiar și sunetul reprodus holografic în background. În plus, Hololens recunoaște vocea și mișcarea și are un sentiment de profunzime, ceea ce face experiența și mai reală.

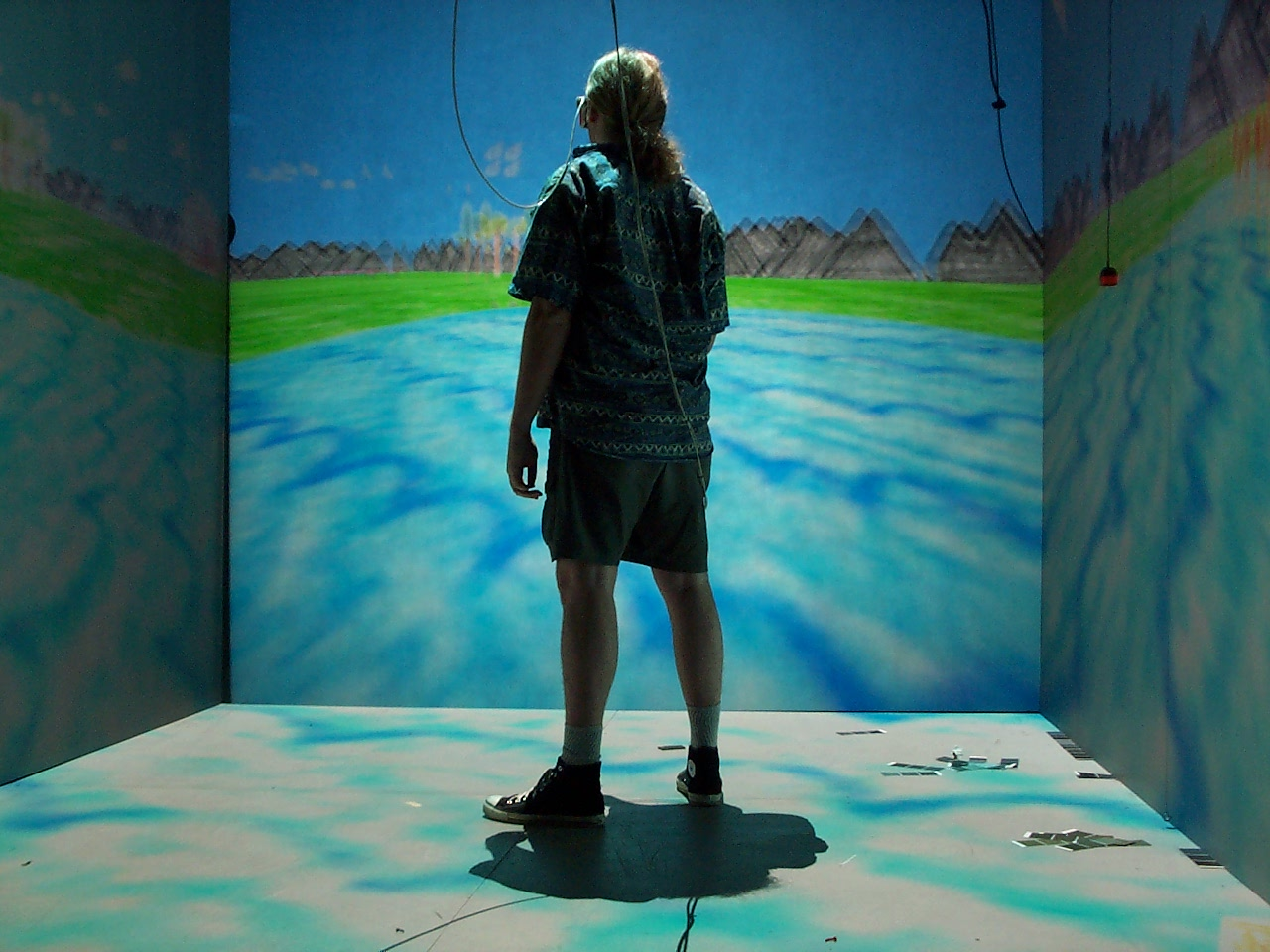
Sistemul CAVE

- Cave Automatic Virtual Environment (CAVE): este o cameră digitală în care imaginile grafice 3D sunt proiectate pe pereți. Acestea pot fi vizualizate de utilizatori folosind dispozitive de interacțiune avansate, astfel încât utilizatorii să poată explora și interacționa cu diferite obiecte în același mediu virtual.

- Head-up Display (HUD): este un tip de afișaj pe un ecran transparent al unui set de date, fără a necesita ca utilizatorul să schimbe direcția de privire uzuală.

În afară de sistemele HUD fixe, există și afișaje HMD (Head-mounted Display) care se mișcă cu orientarea capului utilizatorului montate pe cap sau montate pe cască (Helmet-mounted Display). Afișajele HMD sunt capabile să utilizeze senzori pentru șase grade de libertate, permițând utilizatorului să-și miște capul în mod liber. Acest lucru permite sistemului să alinieze informațiile virtuale la lumea fizică și să se adapteze în funcție de mișcările capului utilizatorului.
- DeepFrame: este un afișaj de realitate mixtă asemănător unei ferestre format dintr-o lentilă optică de înaltă precizie, combinată cu un ecran OLED curbat care proiectează conținut digital prin lentilă pentru a crea un strat virtual deasupra realității. Este destinat instalațiilor permanente cum ar fi muzee, săli de cinema sau parcuri tematice. [7][8]

## Aplicații
Câteva aplicații sunt:
- Educație: folosind proiecții și simulări 3D, elevii pot interacționa și manipula obiecte virtuale pentru a le studia. Prin inserarea unor obiecte tridimensionale într-o sală de clasă ca mijloc de a măsura dimensiunea, forma sau alte caracteristici ale unui obiect virtual, elevii pot obține un sentiment mai profund de înțelegere a ceea ce studiază.
- Inginerie: cu ajutorul aplicațiilor de modelare 3D pe dispozitive cu realitate mixtă, se pot construi proiecte într-un mediu virtual partajat. Acest tip de modelare 3D detaliată oferă inginerilor cea mai bună șansă de a detecta erorile, permițând totodată manipularea în timp real a design-urilor. Aplicațiile de monitorizare a proiectelor cu MR sunt utilizate datorită capacității lor de a proiecta modele de proiectare 3D sau 4D peste structuri pe măsură ce sunt construite. Acest lucru poate ajuta apoi inginerii și lucrătorii din construcții să vizualizeze progresul, precum și să inspecteze calitatea a ceea ce a fost deja construit.
- Divertisment: companii precum Magic Leap, Lucasfilm și Industrial Light & Magic, folosesc realitatea mixtă în cinema, folosind un „semnal de câmp luminos digitalizat dinamic”. [9]
- Medicină: chirurgia ghidată de imagini este o tehnologie prin care chirurgia pot fi predată de la distanță de către medici în timp ce efectuează intervenții chirurgicale în timp real. Studenții pot învața folosind holograme tridimensionale într-un mediu virtual, mai degrabă decât diagrame bidimensionale din manualele medicale. [10]